# MSXML
Microsoft XML Core Services (MSXML) — набор служб, который позволяет приложениям, написанным на JScript, VBScript и средствах разработки Microsoft, обрабатывать данные в формате XML.
Этот набор поддерживает:
- XML 1.0;
- DOM;
- SAX;
- процессор XSLT 1.0;
- XML Schema, включая XSD и XDR;
- другие технологии XML.

## Версии
На 2020 год актуальны следующие версии MSXML:
- MSXML 1.x — на 2020 год поддержка прекращена;
- MSXML 2.x — на 2020 год поддержка прекращена;
- MSXML 3.0 — поддерживается в составе операционных систем Microsoft, частью которых он является;
- MSXML 4.0 — на 2020 год поддержка прекращена;
- MSXML 5.0 — поддерживается в рамках поддержки Microsoft Office;
- MSXML 6.0 — поддерживается Microsoft так же, как и операционные системы, частью которых он является или для которых предназначен (те, в которые он устанавливается).

В Microsoft MDAC версий 2.5–2.8sp2 включены MSXML версий 2.5–3.0sp7 соответственно.
- 2006 г. — версия 4[источник не указан 812 дней]
- 2008 г. — версия 6[источник не указан 812 дней]